# ماري إليزابيث آدامز براون
ماري إليزابيث آدامز براون (بالإنجليزية: Mary Elizabeth Adams Brown)‏ هي أمينة متحف وكاتِبة أمريكية، ولدت في 1842، وتوفيت في 1918.